# Cant fúnebre
Un cant fúnebre és la cançó o melodia que acompanya els actes d'enterrament o d'un funeral i que serveix per expressar el dolor dels que queden vius. Es pot considerar doncs una elegia musicada, una marxa fúnebre amb lletra o la cançó apropiada per al rèquiem. Determinades cançons no pensades específicament per ser cants fúnebres poden usar-se amb idèntica funció, usualment per la significació que tenien per al mort o per la tristesa que transmeten.

## Cants fúnebres cèlebres
- Dies irae
- Un Rèquiem alemany
- O Death!
- Rèquiem (Mozart)